# Carl von Heyden-Linden
Carl Johannes Albrecht von Heyden-Linden (* 23. Februar 1851 in Berlin; † 30. August 1919 in Stretense) war ein preußischer Rittergutsbesitzer und Politiker.

## Leben
Carl von Heyden-Linden stammte aus der Linie Heyden-Linden der pommerschen adligen Familie von Heyden. Er war ein Sohn aus der ersten Ehe von August von Heyden-Linden (1813–1881) und Arianna von Maltzahn (1823–1851), eine Tochter von Karl von Maltzahn und Schwester von Rudolf von Maltzahn. Kurz nach seiner Geburt starb seine Mutter. Sein ältester Bruder war Wilhelm von Heyden-Linden und Bogislav von Heyden-Linden war sein Stiefbruder. Seine älteste Schwester Arianne (1841–1927) heiratete 1873 Ludwig von Schlotheim.
Carl von Heyden-Linden war Besitzer des landtagsfähigen Ritterguts Stretense im Kreis Anklam (seit 1840 im Besitz der Familie) und des Ritterguts Megow im Kreis Pyritz. In der preußischen Armee wurde er bis zum Rittmeister befördert. Im Jahre 1911 wurde er auf Präsentation des alten und des befestigten Grundbesitzes im Landschaftsbezirk Herzogtum Stettin Mitglied des Preußischen Herrenhauses auf Lebenszeit und gehörte diesem bis zu dessen Auflösung 1918 an.
Carl von Heyden-Linden war seit 1885 mit Klara Mathilde Luise von Cranach (* 1865; † 1957) verheiratet. Das Ehepaar hatte ein Sohn Bogislav (* 1895; † 1960) und drei Töchter, Irmgard, Elisabeth und Sabine. Bogislav von Heyden-Linden gründete mit Margot von Heyden-Linden, geb. Kujaht, eine Familie und erbte Stretense. Sein Nacherbe und Sohn Konrad von Heyden-Linden  (* 1922; † 1943) starb als Leutnant im Krieg.
Im Jahre 1909 ließ von Heyden-Linden zur Hochzeit seiner ältesten Tochter Irmgard (* 1888) mit Berndt-Leopold von Gerlach  (* 1879; † 1948) auf dem Gut Stretense die Kapelle Stretense errichten, welche er der Preußischen Landeskirche schenkte.